# Jim Lemley
Jim Lemley (* 9. März 1965 in Seattle) ist ein US-amerikanischer Filmproduzent.

## Leben
Er ist der Sohn von Jack Lemley. Seit 1993 war er bei Filmen wie Airborne (1993), Maverick (1994) oder Payback (1999) als Produktionsleiter tätig. 1997 fungierte er als Associate Producer bei der Produktion des Films Anna Karenina. Ab 2000 trat er zum ersten Mal als Produzent mit dem Film The Three Stooges in Erscheinung. Sein Debüt als Schauspieler gab er 2005 in Red Eye.
Er hat eine gemeinsame Tochter mit Sophie Marceau (* 2002).

## Filmografie (Auswahl)
Produzent
- 2000: The Three Stooges (Fernsehfilm)
- 2001: Invincible – Die Liga der Unbesiegbaren (Invincible)
- 2008: Wanted
- 2009: #9 (9)
- 2012: Abraham Lincoln Vampirjäger (Abraham Lincoln: Vampire Hunter)

Ausführender Produzent
- 2002: Wir waren Helden (We Were Soldiers)
- 2005: Red Eye
- 2006: Tristan & Isolde
- 2007: Schmetterling und Taucherglocke (Le scaphandre et le papillon)